# 박동진 (1922년)
박동진(朴東鎭, 1922년 10월 11일~2013년 11월 11일)은 대한민국의 외교관, 국회의원이다. 민주정의당 소속으로 11대와 12대 전국구 국회의원을 역임했다.
대구 출신으로 대구고등보통학교 졸업을 거쳐 일본 주오 대학에서 학사 학위 취득하였다.
1951년 외무부에 들어와, 의전국장, 주영국 대사관 참사관, 외무부차관, 주 월남 대사관 대사, 주 브라질 대사관 대사(1962년 10월~1968 2월):496, 페루 겸임대사, 주 제네바 대표부 대사, 주 유엔 대사, 1975년부터 1980년까지 외무부 장관, 국회의원(11대.12대), 국토통일원 장관을 역임했다. 외무부장관으로서, 1976년 3월 말레이시아를 방문하여, 리타우딘 말레이시아 외무부 장관과 양국간의 경제무역관계를 더욱 강화하기로 합의했다.  1988년 4월 22일 한국 정부는 박동진을 주미대사에 임명하였다. 박동진은 당시 민정당의 전국구 국회의원이었으나, 주미대사로 부임함에 따라 의원직을 사퇴하였고, 민정당 전국구 예비후보 11번인 김종열이 5월 13일자로 의원직을 승계하였다.
 1988년부터 1991년까지 주 미국 대사, 한국전력공사 이사장, 1996년부터 한국외교협회 회장을 역임하였다.

## 가족 관계
- 아내: 유충숙(兪忠淑, 1933년 9월 25일~2025년 1월 24일)유진오의 딸

## 역대 선거 결과
|  | 35.6% |

|  | 35.25% |